# Savage (1973)
Savage is een pilot van een Amerikaanse televisiefilm uit 1973, geregisseerd door Steven Spielberg en met Martin Landau in de hoofdrol. Het werd niet opgepikt als een serie en wordt een op zichzelf staande televisiefilm genoemd.